# 基思·科林
基思·科林（英語：Keith Collin，1937年1月18日—1991年3月6日），英国男子跳水运动员。他曾代表英格兰参加1958年英联邦运动会跳水比赛，获得一枚金牌。他也曾参加1960年夏季奥林匹克运动会。